# 巴斯卡·基亞
巴斯卡·基亞（法語：Pascal Quignard，1948年4月23日—），法國小說家，著作豐富多樣，對於哲學、歷史、音樂各方面都有研究。

## 生平
巴斯卡·基亞自1969年開始創作，小說作品包含《溫特堡的沙龍》( Salon du Wurtemberg)、《香波堡的樓梯》(Escaliers de Chambord)、《美國佔領時期》(Occupation Americaine)、《世界的每一個早晨》(Tous les Matins du Monde)。
《世界的每一個早晨》之後被改編成電影，他一度放棄創作及編輯工作，專心從事配樂工作。巴斯卡·基亞於2000年以《羅馬露台》一書獲摩納哥王子文學獎、法蘭西學院文學獎及經濟學人雜誌年度好書，2002年以《漂泊的陰影》(Les Ombre Errantes)榮獲龔古爾文學獎。

## 作品
- 《溫特堡的沙龍》( Salon du Wurtemberg)
- 《香波堡的樓梯》(Escaliers de Chambord)
- 《美國佔領時期》(Occupation Americaine)
- 《世界的每一個早晨》(Tous les Matins du Monde)
- 《羅馬露台》
- 《漂泊的陰影》(Les Ombre Errantes)